# 금천초등학교 문명분교
금천초등학교 문명분교는 대한민국 경상북도 청도군에 있었던 공립 초등학교이다.

## 학교 연혁
- 1908년 9월 9일: 사립 문명학교 개교
- 2018년 2월 28일: 폐교[1]

## 참고 자료
- 금천초등학교문명분교장 - 한국교육학술정보원 학교알리미